# Manifeste pour un Québec solidaire

Pour un Québec solidaire est un manifeste à tendance progressiste publié le 1er novembre 2005 au Québec en guise de réponse au Manifeste pour un Québec lucide. Il remet en cause les conclusions jugées alarmistes du manifeste dit "lucide" notamment en ce qui a trait au fardeau de la dette, de la faible natalité, de la concurrence économique asiatique et du vieillissement de la population.  Sans pour autant réfuter l'existence de ces problèmes, les signataires proposent une vision plus sociale, écologiste et altermondialiste des enjeux.  Ils jugent que le problème est la mauvaise répartition de la richesse plutôt que sa création.

## Les Québécois: lucides ou solidaires?
Au début de l'année 2007, un sondage portant sur les choix de société du Québec fut mené par CROP et le Cercle Canadien de Montréal (Canadian Club). Le titre de l'allocution était: « Les choix de société du Québec : Qu'en pense l'ensemble des Québécois? Qu'en pensent les générations X et Y? »
Les principaux éléments ressortis sont :
1. Une majorité estime « que le Québec se doit d'être le plus généreux possible dans ses programmes sociaux » ;
2. La moitié des répondants (49 %) « considère que la société se porterait mieux si les gouvernements jouaient un rôle plus important ».  Il s'agit du plus fort taux au Canada ;
3. 57 % croit que « l'État a aussi un rôle prépondérant à jouer pour faciliter "l'accès aux services", pour "la répartition de la richesse et pour l'encadrement de l'économie" » ;
4. 83 % s'oppose à hausse des frais d'électricité ;
5. Seulement le tiers est en faveur d'un dégel des frais de scolarité universitaires ;
6. Les jeunes (15 à 24 ans) sont encore plus solidaires que les générations plus âgées.

Les résultats de ce sondage ont visiblement déçu le président de la maison de sondage CROP, Alain Giguère, mais ont plutôt réjoui Françoise David, porte-parole d'Option citoyenne et cosignataire du Manifeste pour un Québec solidaire.

## Signataires
- Omar Aktouf, professeur de management à l'école des HEC Montréal.
- Michèle Asselin
- Richard Bergeron
- Josée Blanchette
- Éric Bondo
- Gilles Bourque
- Gaétan Breton
- France Castel, comédienne
- Jean-Pierre Charbonneau
- Gonzalo Cruz
- Françoise David
- Gilles Dostaler
- Bernard Élie
- Meili Faille
- Jean-Marc Fontan
- Jacques B Gélinas
- Ruba Ghazal
- Lorraine Guay
- Steven Guilbault
- Amir Khadir
- Vivian Labrie
- Jean-François Lessard
- Éric Martin
- Luck Mervil Chanteur
- Sylvie Morel
- Lorraine Pagé
- Pierre Paquette
- Hélène Pedneault
- Marie Pelchat
- Ruth Rose
- François Saillant
- Arthur Sandborn
- Daniel Turp
- Denise Veilleux
- Christian Vanasse
- Laure Waridel